# Christian de Schleswig-Holstein-Sonderbourg-Glücksbourg
Christian de Schleswig-Holstein-Sonderbourg-Glücksbourg, (en allemand Christian von Schleswig-Holstein-Sonderburg-Glüksburg), né le 19 juin 1627 et mort le 17 novembre 1698, fut duc de Schleswig-Holstein-Sonderbourg-Glücksbourg de 1663 à 1698.

## Famille
Fils de Philippe de Schleswig-Holstein-Sonderbourg-Glücksbourg et de Sophie de Saxe-Lauenbourg.

### Mariages et descendance
En 1663, Christian de Schleswig-Holstein-Sonderbourg-Glücksbourg épousa Sibylle-Ursule de Brunswick-Wolfenbüttel (de) (1629-1671), (fille du prince Auguste II de Brunswick-Wolfenbüttel et de sa deuxième épouse Dorothée d'Anhalt-Zerbst).
Deux enfants sont nés de cette union :
- Frédéric de Schleswig-Holstein-Sonderbourg-Glücksbourg (1664-1664)

- Sophie de Schleswig-Holstein-Sonderbourg-Glücksbourg (1668-1668)

Veuf, Christian de Schleswig-Holstein-Sonderbourg-Glücksbourg épousa en 1672 Agnès-Hedwige de Schleswig-Holstein-Plön, (1640-1698) (fille du duc Joachim-Ernest de Schleswig-Holstein-Sonderbourg-Plön)
Six enfants sont nés de cette union :
- Philippe-Ernest de Schleswig-Holstein-Sonderbourg-Glücksbourg, duc de Schleswig-Holstein-Sonderbourg-Glücksbourg

- Sophie de Schleswig-Holstein-Sonderbourg-Glückbourg (1674-1713)

- Charlotte de Schleswig-Holstein-Sonderbourg-Glücksbourg (1676-1676)

- Christian de Schleswig-Holstein-Sonderbourg-Glücksbourg (1681-1714)

- Frédéric de Schleswig-Holstein-Sonderbourg-Glücksbourg (1682-1688).

Christian de Schleswig-Holstein-Sonderbourg-Glücksbourg succéda à son père en 1663.

## Généalogie
Christian de Schleswig-Holstein-Sonderbourg-Glücksbourg appartient à la seconde branche issue de la première branche de la Maison de Schleswig-Holstein-Sonderbourg, elle-même issue de la première branche de la Maison d'Oldenbourg. Cette seconde lignée s'éteint en 1779 au décès de Frédéric de Schleswig-Holstein-Sonderbourg-Glücksbourg (1747-1779).